# Antonino Lo Surdo
Antonino Lo Surdo (Siracusa, 4 de fevereiro de 1880 — Roma, 7 de junho de 1949) foi um físico italiano.